# Kraftwerk Whitegate
Das Kraftwerk Whitegate (englisch Whitegate power station, irisch stáisiún cumhachta an Gheata Bháin) ist ein GuD-Kraftwerk im County Cork, Irland, das am Cork Harbour liegt. Es ist im Besitz von Bord Gáis Energy (BGE) und wird auch von BGE betrieben.
Die installierte Leistung des Kraftwerks wird mit 435 445 oder 450 MW angegeben.

## Kraftwerksblöcke
Das Kraftwerk besteht mit Stand November 2023 aus einem Block, der in Betrieb ist. Die folgende Tabelle gibt einen Überblick:
| Block | GT/DT | Max. Leistung (MW) | Betriebsbeginn | Turbine | Generator | Dampfkessel | Status |
| ----- | ----- | ------------------ | -------------- | ------- | --------- | ----------- | ------ |
| 1     | GT    | 280                | Dezember 2010  | GE      | GE        | CMI         |        |
| 1     | DT    | 150                | Dezember 2010  | GE      | GE        |             |        |

Der Block 1 besteht aus einer Gasturbine sowie einer nachgeschalteten Dampfturbine. An die Gasturbine ist ein Abhitzedampferzeuger angeschlossen; der Abhitzedampferzeuger versorgt die Dampfturbine.

## Sonstiges
Die Kosten für die Errichtung des Kraftwerks werden mit 400 Mio. EUR angegeben; im Jahr 2006 wurden die voraussichtlichen Kosten des neu zu errichtenden Kraftwerks auf 300 Mio. EUR geschätzt.